# Bombardement de Balakot
Confrontation indo-pakistanaise de 2019
Le bombardement de Balakot a lieu le 26 février 2019 à 3 h 30 heure locale dans le district de Mansehra, au Pakistan. Des Mirage 2000 indiens frappent un camp d'entraînement du groupe islamiste Jaish-e-Mohammed à la suite de l'attentat de Pulwama. Selon l'Inde, le camp est rasé tandis que le Pakistan annonce que la frappe n'a fait aucun dégât. Cette frappe en territoire pakistanais déclenche la confrontation indo-pakistanaise de 2019.

## Déroulement
Douze Mirage 2000 de la force aérienne indienne mènent une frappe contre un camp d'entraînement de l'organisation armée islamiste Jaish-e-Mohammed en représailles de l'attentat de Pulwama, survenu 12 jours plus tôt et qui avait provoqué la mort de 46 membres des forces de sécurité indiennes.
L'Inde annonce un lourd bilan tandis que le Pakistan annonce qu'il n'y a ni pertes humaines ni dégâts matériels. Les images satellites de l'école coranique Taleem ul Quran visée ne montrent pas de destruction, des villageois disent qu'une personne a été blessée par quatre explosions à quelques centaines de mètres du site.
C'est la première fois depuis la guerre de 1971 que l'aviation indienne franchit la ligne de contrôle au Cachemire.
En octobre 2019, la force aérienne indienne sort une vidéo promotionnelle sur l'événement.

## Combats aériens du 27 février
Le lendemain de l'attaque, des chasseurs indiens et pakistanais s'affrontent dans le ciel. À l'issue du combat, un MiG-21 indien a été abattu, tandis que l'Inde revendique la destruction d'un F-16 pakistanais(même si aucun F16 de l'armée pakistanaise a été abattu par l'armée de l'air indienne)